# Vinyoles d'Orís
Vinyoles o Vinyoles d'Orís és un nucli urbà del municipi de les Masies de Voltregà (Osona). Es troba dins la subcomarca del Voltreganès.
És el nucli de poblament més important del terme, i es troba al peu de la carretera de Barcelona a Puigcerdà. El formen tres nuclis: El nucli primitiu està situat sobre un petit puig, on es troba l'església de Sant Esteve, consagrada el 1106, d'estil romànic; el segon és format per un carrer que arriba fins a la carretera i l'antic hostal de Ca la Dalda; i el tercer, per un barri fabril modern, on habiten els treballadors de la fàbrica de Lacambra. Al centre dels tres barris es construí vers el 1950 la moderna església parroquial.
Originàriament el terme formava part del terme del castell d'Orís, però almenys des del segle xiii formà part del terme i baronia del castell de Voltregà. El 1797 se separà de la baronia, i poc després es fusionà amb el nou terme de les Masies de Voltregà. Té com a sufragània la parròquia de Sant Miquel d'Ordeig.
És el lloc de naixement del sacerdot i escriptor Miquel Peix i Crespí (1927 - Sabadell, 2007).
L'església romànica de Vinyoles, on Jacint Verdaguer i Santaló va passar dos anys abans de morir fent de capellà i deixant escrits poètics per tot el poble, és un dels llocs més emblemàtics i visitats d'Osona a nivell històric. Vinyoles, és un poble de gran patrimoni històric i amb una història del més especial.
La ruta Verdegueriana és la més coneguda i consta de més de 14 parades distribuïdes en tota Osona. Un dels punts més interessants seria el llorer plantat pel mateix Mossèn Verdaguer i del qual es té una estàtua a Sant Hipòlit de Voltregà, el poble veí.
Al 1999 neix el gegant del poble; l'Hereu que representa la figura que heretava la masia i treballava els camps de vinyes. Aquest, té un pes de 50 kg i una altura 3,60m. Anys més tard, al 2006, s'inaugura la Mariona, amb un pes de 20 kg i una alçada de 2,43 m, guarnida anteriorment amb un cistell amb raïm i darrerament substituït per un ram de flors. Aquesta representa la pubilla del poble que recull el raïm de les vinyes, figura creada pels veïns del poble. Finalment, al 2009 es construeix el cep o vinya, amb una alçada d'1,60 m i un pes aproximat de 15 kg, el qual representa l'etimologia del nom de la població. Vinyoles (petita vinya).
L'origen del cognom 'Vinyoles', doncs, és amb tota probabilitat el cognom que alguns pagesos del poble van decidir posar als seus descendents.